# Le Tremblay-Omonville
Le Tremblay-Omonville is een gemeente in het Franse departement Eure (regio Normandië) en telt 270 inwoners (1999). De plaats maakt deel uit van het arrondissement Évreux.

## Geografie
De oppervlakte van Le Tremblay-Omonville bedraagt 5,4 km², de bevolkingsdichtheid is 50,0 inwoners per km².
De onderstaande kaart toont de ligging van Le Tremblay-Omonville met de belangrijkste infrastructuur en aangrenzende gemeenten.

## Demografie
Onderstaande figuur toont het verloop van het inwonertal (bron: INSEE-tellingen).